# Užavas pagasts
Užavas pagasts er en territorial enhed i Ventspils novads i Letland. Pagasten havde 619 indbyggere i 2010 og 566 indbyggere i 2016 og omfatter et areal på 125,50 kvadratkilometer. Hovedbyen i pagasten er Užava.